# 超海宫
超海宫，位于中国广东省湛江市雷州市附城镇下岚北村，为湛江市雷州市的一个市级文物保护单位，类型为古建筑，公布时间为2001年8月17日。
超海宫的历史年代为明代。